# Lanza del Vasto
Lanza del Vasto (nascido  Giuseppe Giovanni Luigi Maria Enrico Lanza di Trabia-Branciforte (San Vito dei Normanni, 29 de setembro de 1901-Elche de la Sierra, 5 de janeiro de 1981) foi um filósofo, poeta, artista, ativista católico e ativista da não violência.
Nasceu em San Vito dei Normanni, Itália e morreu em Elche de la Sierra, Espanha. Discípulo ocidental de Mahatma Gandhi, trabalhou em prol do diálogo inter-religioso, renovação espiritual, o ativismo ecológico e não violência.

## Biografia

### Juventude na Itália
Seu pai, Don Luigi Giuseppe Lanza di Trabia-Branciforte, era siciliano e sua mãe, Anne-Marie Henriette Nauts-Oedenkoven, nasceu em Antuérpia, na Bélgica. Muito cedo ele viajou pela Itália e pela Europa.Entrou na Universidade de Pisa em 1922.

## Reunindo-se com Gandhi
Em dezembro de 1936, Lanza foi para a Índia, juntando-se ao movimento pela independência indiana liderado por  Gandhi. Ele conheceu Gandhi através de um livro por Romain Rolland. Ele passou seis meses com Ghandi, em seguida, em junho de 1937, foi para a nascente do rio Ganges no Himalaia, um famoso local de peregrinação. Lá, ele teve uma visão, em que ouviu uma voz dizer: "Volte e encontre!"
Ele, então, deixou a Índia e voltou para a Europa. Em 1938, ele foi para a  Palestina, em seguida, em meio a uma guerra civil,em Jerusalém e em Belém "entre duas linhas de tanques".
Ele voltou a Paris no começo da Segunda Guerra Mundial. Escreveu alguns livros de poesia e em 1943 publicou a história de sua viagem para a Índia, De volta à fonte, que fez um enorme sucesso.

## Fundação da Arca
Ele fundou a Comunidade da Arca em 1948 que inicialmente passou por muitas dificuldades. Em 1954, ele voltou à Índia para participar de protestos anti-feudais não-violentos  com Vinoba Bhave.
Em 1962, a Comunidade da Arca estabeleceu-se em Haut, Languedoc, no sul da França, e em La Borie Noble, perto de Lodève, em uma aldeia deserta. Depois de juntarem mais de uma centena de membros entre 1970 e 1980, algumas comunidades foram fechadas na década de 1990 devido a conflitos, a redução da população (menos de trinta membros) e da falta de interesse em seu trabalho e estilo de vida. Desde 2000, os grupos estão presentes em algumas regiões da França, na Bélgica, Espanha, Itália, Equador e Canadá.

## Lutas não-violentas
Em 1957, durante a Guerra da Argélia, del Vasto iniciou, junto com os amigos (General de Bollardière, François Mauriac, Robert Barrat, etc. .) um movimento de protesto contra a tortura. Ele jejuou por 21 dias. Em 1958, ele declarou-se contra a usina nuclear de Marcoule, na França, que produziria plutônio para o fabrico  de armas nucleares.
Em 1963, ele jejuou por 40 dias em Roma durante o  concílio Vaticano II, pedindo para o Papa João XXIII tomar posição contra a guerra - "Pour demander au Pape de prendre position contre la guerre "
Em 1965 ele esteve na Universidad Nacional de La Plata, Argentina, discursando semanas sobre a não violência durante semanas para os alunos.

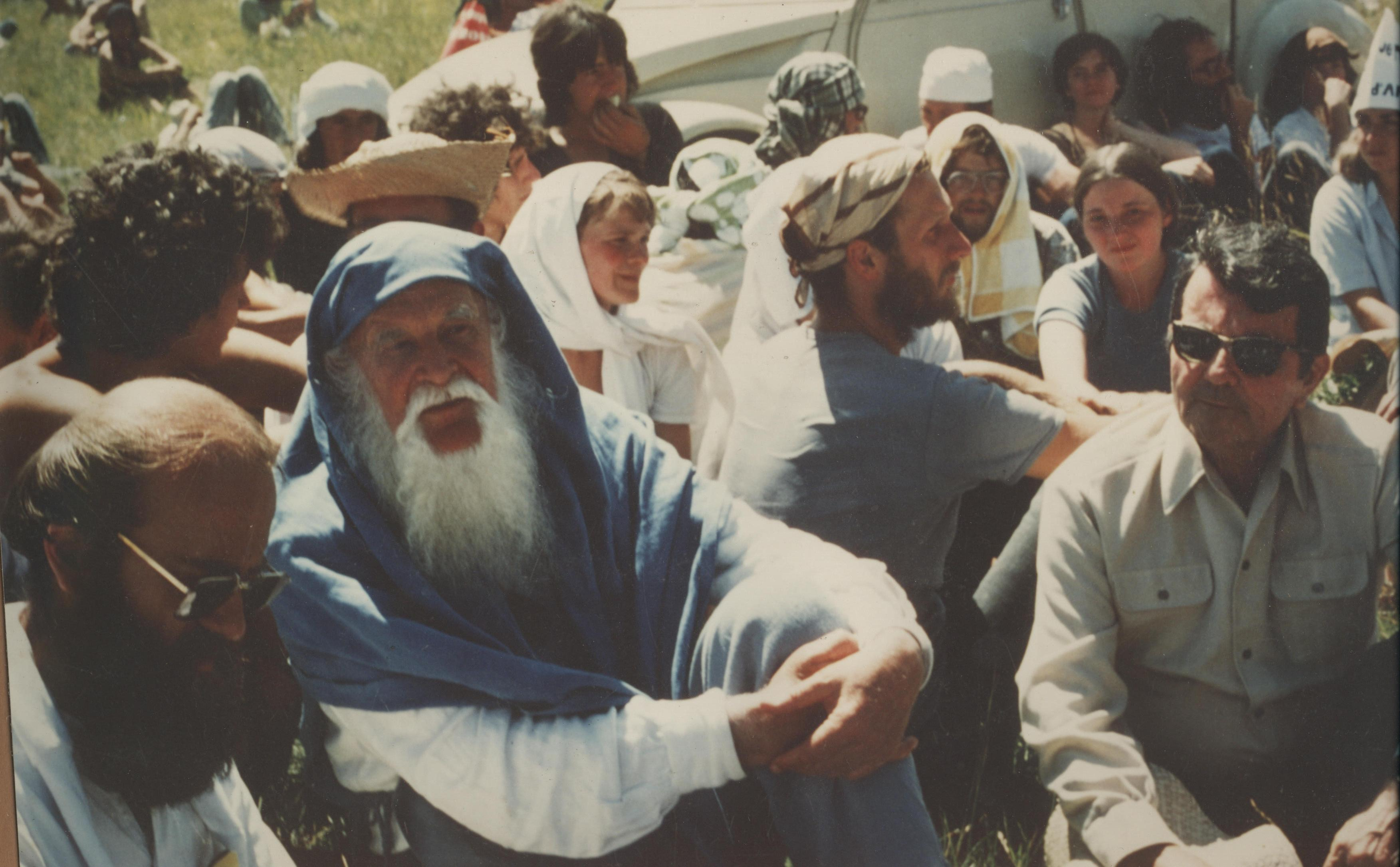
Da esquerda para a direita, Jean-Marie Muller, Lanza del Vasto e Jacques de la Bollardière no Larzac durante a luta contra a extensão de um acampamento militar.

Em 1972, ele apoiou os agricultores do planalto Larzac contra a  extensão de uma base militar jejuando por 15 dias.
Em 1974 a comunidade da Arca se instalou no Larzac em uma fazenda comprada pelo exército.
Em 1976, ele participou nas manifestações contra a construção do reator de neutrões rápidos Superphénix em  Creys-Malville, Isère (França).

## Livros em Inglês
- Return to the Source, Schocken, New York, 1972. Inclui uma explicação sobre a estada de Shantidas com Gandhi. (ISBN 0805234411)
- Make Straight the Way of the Lord: An Anthology of the Philosophical Writings of Lanza del Vasto, Knopf, New York, 1974. (ISBN 0394493877)
- Warriors of Peace: Writings on the Technique of Nonviolence, Knopf, New York, 1974. (ISBN 0394709330)
- Gandhi to Vinoba: The New Pilgrimage, Shocken, New York, 1974. (ISBN 080523554X) (Reprint from Rider, London, 1956) (translated by Philip Leon from Vinoba, ou le nouveau pélerinage, Denoël, 1954)

## Ensaios sobre Lanza del Vasto
- Qui est Lanza del Vasto, par Jacques Madaule,
- Lanza del Vasto, par Arnaud de Mareuil (Seghers, 1965)
- Dialogues avec Lanza del Vasto, par René Doumerc (Albin Michel)
- Les Facettes de Cristal, entretiens avec Claude-Henri Roquet (Le Centurion)
- Lanza del Vasto, sa vie, son œuvre, son message, par Arnaud de Mareuil (Dangles)